# Saltos ornamentais no Campeonato Mundial de Esportes Aquáticos de 2019 - Trampolim 3 m sincronizado masculino
A prova do trampolim 3 m sincronizado masculino dos saltos ornamentais no Campeonato Mundial de Esportes Aquáticos de 2019 foi realizada no dia 13 de julho, em Gwangju, na Coreia do Sul. 

## Calendário
Horário local (UTC+9). 
| Fase              | Data        | Hora  |
| ----------------- | ----------- | ----- |
| Rodada preliminar | 13 de julho | 10:00 |
| Final             | 13 de julho | 20:45 |

## Medalhistas
| Ouro                        | Prata                                          | Bronze                                |
| China · Cao Yuan · Xie Siyi | Reino Unido · Daniel Goodfellow · Jack Laugher | México · Yahel Castillo · Juan Celaya |

## Resultados
Esses foram os resultados da competição.
| Pos.              | Nacionalidade        | Saltadores                           | Preliminar | Preliminar | Final         | Final         |
| Pos.              | Nacionalidade        | Saltadores                           | Pontos     | Pos.       | Pontos        | Pos.          |
| ----------------- | -------------------- | ------------------------------------ | ---------- | ---------- | ------------- | ------------- |
| Medalha de ouro   | China                | Cao Yuan Xie Siyi                    | 447.18     | 1          | 439.74        | 1             |
| Medalha de prata  | Reino Unido          | Daniel Goodfellow Jack Laugher       | 377.22     | 4          | 415.02        | 2             |
| Medalha de bronze | México               | Yahel Castillo Juan Celaya           | 366.60     | 9          | 413.94        | 3             |
| 4                 | Alemanha             | Patrick Hausding Lars Rüdiger        | 376.44     | 6          | 399.87        | 4             |
| 5                 | Rússia               | Evgeny Kuznetsov Nikita Shleikher    | 345.00     | 12         | 396.81        | 5             |
| 6                 | Ucrânia              | Oleksandr Horshkovozov Oleh Kolodiy  | 378.03     | 3          | 393.24        | 6             |
| 7                 | Japão                | Sho Sakai Ken Terauchi               | 384.09     | 2          | 389.43        | 7             |
| 8                 | Estados Unidos       | Andrew Capobianco Mike Hixon         | 374.97     | 7          | 388.08        | 8             |
| 9                 | Colômbia             | Sebastián Morales Daniel Restrepo    | 367.44     | 8          | 381.36        | 9             |
| 10                | Coreia do Sul        | Kim Yeong-nam Woo Ha-ram             | 376.47     | 5          | 372.33        | 10            |
| 11                | Polónia              | Kacper Lesiak Andrzej Rzeszutek      | 350.28     | 10         | 360.69        | 11            |
| 12                | Malásia              | Chew Yiwei Ooi Tze Liang             | 348.00     | 11         | 357.30        | 12            |
| 13                | França               | Gwendal Bisch Alexis Jandard         | 344.16     | 13         | Não avançaram | Não avançaram |
| 14                | Austrália            | Matthew Carter Li Shixin             | 338.40     | 14         | Não avançaram | Não avançaram |
| 15                | República Dominicana | Frandiel Gómez José Ruvalcaba        | 335.25     | 15         | Não avançaram | Não avançaram |
| 16                | Suíça                | Guillaume Dutoit Simon Rieckhoff     | 330.60     | 16         | Não avançaram | Não avançaram |
| 17                | Itália               | Lorenzo Marsaglia Giovanni Tocci     | 320.64     | 17         | Não avançaram | Não avançaram |
| 18                | Nova Zelândia        | Anton Down-Jenkins Liam Stone        | 319.29     | 18         | Não avançaram | Não avançaram |
| 19                | Singapura            | Timothy Lee Mark Lee                 | 314.91     | 19         | Não avançaram | Não avançaram |
| 20                | Kuwait               | Abdulrahman Abbas Hasan Qali         | 307.77     | 20         | Não avançaram | Não avançaram |
| 21                | Brasil               | Luis Bonfim Kawan Figueredo          | 297.15     | 21         | Não avançaram | Não avançaram |
| 22                | Egito                | Youssef Ezzat Ammar Hassan           | 294.63     | 22         | Não avançaram | Não avançaram |
| 23                | Geórgia              | Sandro Melikidze Tornike Onikashvili | 292.71     | 23         | Não avançaram | Não avançaram |
| 24                | Cuba                 | Angello Alcebo Laydel Domínguez      | 267.72     | 24         | Não avançaram | Não avançaram |
| 25                | Canadá               | Philippe Gagné François Imbeau-Dulac | 182.94     | 25         | Não avançaram | Não avançaram |